# James Vincent Forrestal
James Vincent Forrestal (Matawan, 15 febbraio 1892 – Bethesda, 22 maggio 1949) è stato un politico statunitense.

## Biografia
Suo padre, James Forrestal, era un immigrato irlandese. Lavorò per tre giornali: il Matteawan Evening Journal, il Mount Vernon Argus e il Poughkeepsie News Press. Sposò Josephine Ogden (Stovall) nel 1926, la coppia ebbe due figli: Michael e Peter. Fu il quarantottesimo segretario della marina statunitense sotto i presidenti degli Stati Uniti d'America Franklin Delano Roosevelt e Harry S. Truman. La carica dopo di lui cambiò denominazione, non facendo più parte dell'esecutivo federale. Fu poi il primo Segretario della difesa degli Stati Uniti d'America.
In qualità di segretario della marina statunitense, James Forrestal resse brillantemente il timone di uno dei pilastri più importanti della macchina bellica durante le fasi più critiche della Seconda Guerra Mondiale. Lo Sbarco in Normandia e l'attacco nella baia di Pearl Harbor.
Ebbe un ruolo chiave anche nell'Operazione Highjump (1947-49), dei cui obbiettivi ed epilogo, fu necessariamente informato. 
Durante il suo segretariato di stato, e immediatamente a seguito dell'operazione Highjump, il 2 luglio 1947, si verificò in Nuovo Mexico il famoso incidente di Roswell. Documenti degli anni 80, ancora molto discussi e dibattuti, riportano che a seguito degli avvenimenti del 1947, il presidente Harry Truman creò una speciale commissione dotata di ampi poteri, composta di 12 alte cariche, denominata Majestic 12. La commissione era incaricata di investigare sul presunto fenomeno extraterrestre. James Forrestal non fu soltanto un membro della commissione, ma si ritiene fosse uno dei promotori della creazione dell'asse segreta all'interno del governo degli Stati Uniti.
Convinto anticomunista, Forrestal riteneva che il mar Mediterraneo dovesse essere la "frontiera" attraverso la quale poter contenere l'Unione Sovietica. Era però anche preoccupato dalle forti pressioni esercitate in patria, che chiedevano al Presidente Truman di adoperarsi attivamente per la creazione di uno stato ebraico in Palestina. Tale scelta politica per Forrestal avrebbe pregiudicato i rapporti statunitensi con i paesi arabi dell'area, complicando il progetto di dotarsi di basi militari nel Mediterraneo. Il permanere di una differente visione politica con il Presidente Truman, fece saltare improvvisamente la fiducia nei suoi confronti portandolo, il 28 marzo 1949, ad essere rimosso dal suo incarico, dal quale si congedò con una conferenza stampa pubblica. 
Il 2 aprile 1949, poco dopo l'allontanamento dalla Difesa, venne ricoverato all'ospedale militare della Marina di Bethesda, dove gli fu diagnosticato un disturbo psichico con tendenze suicide. Nonostante il pericolo di un atto così drammatico, la dirigenza statunitense impose di ricoverare Forrestal in una stanza al sedicesimo piano. Le autorità militari fecero del loro meglio per impedire le visite, incluse quelle di familiari e amici stretti, che furono limitatissime. Un mese più tardi, l'apparente miglioramento delle condizioni di salute, indusse il fratello di Forrestal a organizzare un'uscita in campagna, che però non ebbe mai luogo, perché alle 01:45 della notte tra il 21 e il 22 maggio, James Forrestal cadde dalla finestra del sedicesimo piano dell'ospedale. Secondo quanto sostiene lo storico Eric J. Hobsbawm, si suicidò credendo di aver visto dei sovietici che entravano dalla finestra.